# Marcel Sobry
Marcel Louis Corneille Sobry (Adinkerke, 7 november 1894 - Roeselare, 5 april 1970) was een Belgisch senator.

## Levensloop
Sobry was een zoon van landbouwer Emile Sobry en Marie Vandenbussche. Hij trouwde met Germaine Demolder en ze kregen twee dochters. Na de humaniora te hebben doorlopen aan het college van Veurne, promoveerde hij tot kandidaat in de wetenschappen (Katholieke Universiteit Leuven) en tot doctor in de veeartsenijkunde (Kuregem). Hij vestigde zich als veearts in Pervijze, vanaf 1929 in Diksmuide. Hij werd lid van de Belgische Boerenbond, van de Provinciale Landbouwkamer en van de Hoge Raad voor de Landbouw.
In 1935-1936 was hij provincieraadslid voor het district Diksmuide. In 1936 werd hij verkozen tot katholiek senator voor het arrondissement Oostende. Hij vervulde dit mandaat tot in 1965.
In 1965 werd hij geweerd van de CVP-lijst; hij kwam op met een dissidente kamerlijst maar raakte niet verkozen.

## Publicatie
- De voornaamste besmettelijke ziekten bij het rundvee en het paard, Brasschaat, 1932.